# Schenck (adelsätt)
Schenck var en svensk, numera utdöd, adelsätt, ätten introducerades 1625.
Härstammar av en urgammal adlig och sedan friherrlig ätt i Thüringen. Ättens äldsta säte var slottet Vargyla, tre mil från Erfurt. Släkten har fått sitt namn av arvskänksämbetet, vilket denna ätt redan i tolfte seklet beklädde i lantgrevskapet Türingen, och har sedan utgrenat sig i flera linjer. En av dessa skrev sig till Tautenburg, ett slott i Thüringen, som blivit av ätten redan år 1232 uppbyggt, och från densamma härstammade den svenska grenen.